# Les Saveurs du palais
Les saveurs du palais (no Brasil: Os Sabores do Palácio) é um filme de comédia francês de 2012, dirigido e escrito por Christian Vincent. O longa-metragem é estrelado por Catherine Frot, Jean d'Ormesson e Hippolyte Girardot, que interpretam respectivamente Hortense Laborie, Presidente Le e David Azoulay, e é baseado em uma história real. Está programado para ser lançado nos circuitos brasileiros em 19 de julho de 2013,  pela distribuidora Europa Filmes.

## Sinopse
Le (Jean d'Ormesson) que é o presidente da França, escolheu Hortense Laborie (Catherine Frot), que é uma respeitada chef de cozinha para trabalhar juntamente com outros cozinheiros no Palácio de Eliseu. Logo no inicio ela não fica bem-vista e se torna um objeto de inveja pelos outros cozinheiros do local. Com o tempo, no entanto, Hortense consegue mudar a situação. Seus pratos conquistam o presidente, mas terá sempre que se manter atenta, afinal os bastidores do poder estarão cheios de armadilhas.

## Elenco
- Catherine Frot como Hortense Laborie[5]
- Jean d'Ormesson como presidente Le[5]
- Hippolyte Girardot como David Azoulay[5]
- Arthur Dupont como Nicolas Bauvois[5]
- Arly Jover como Mary[5]